# Matthias Olof Eich

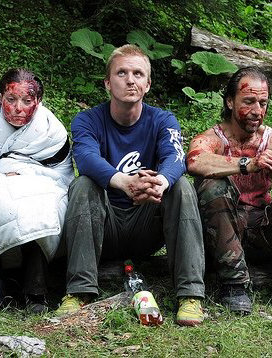
Matthias Olof Eich am Set des Filmes Break

Matthias Olof Eich (* 29. Juli 1975 in Garmisch-Partenkirchen) ist ein deutscher Regisseur und Drehbuchautor. Seit 1999 ist er Inhaber von Praetoria-Productions, einer Filmproduktionsfirma. Im Januar 2010 erschien sein erster Kinofilm.

## Leben
Matthias Olof Eich ist Sohn eines Deutschen und einer Schwedin. Nach dem Abschluss seiner Zimmermannslehre 1993 ging er 1995 in den elterlichen Betrieb und gründete die Kulissenbaufirma JMP-Studio. Nach Fortbildungen im Bereich Regie, Drehbuch und Kamera gründete er 1999 die Filmproduktion Praetoria-Productions, mit der er zahlreiche Werbefilme, Musikvideos und im Jahr 2009 seinen ersten internationalen Kinofilm Break – No Mercy, Just Pain! herstellte. Der Film feierte beim Internationalen Filmfestival Sitges seine Premiere.
In den Jahren 1999 bis 2003 war er unter anderem als Ausstatter und Kulissenbauer an den Promotiontouren zu den Filmstarts der Star-Wars Episoden I.–III. beteiligt.
Zusammen mit seinem langjährigen Freund und Schauspieler Patrick Jahns gründete er 2018 das Unternehmen IndieNuts als Filmverleih und Online-Künstlerplattform mit Fokus auf den Independentbereich.
Das Publikums-Filmfest IndieNuts-Awards fand erstmals im September 2019 in Oberammergau statt.

## Filmografie (Auswahl)
- 2004: Helpless (Kurzfilm; Kameramann)
- 2004: Black Reptile (Kurzfilm; Propbuilder, Darsteller)
- 2004: Ungeziefer (Kurzfilm)
- 2005: Nous (Kurzfilm; Regie, Produktion)
- 2007: Locker (Kurzfilm)
- 2008: Home Again (Musikvideo; Produzent)
- 2009: Break – No Mercy, Just Pain! (Kinospielfilm; Regisseur, Schnitt, Drehbuch)
- 2010: Me-262 (Dokumentation)
- 2011: Rest im Glas (Film Noir; Regisseur, Drehbuch)
- 2015: Bunker of the Dead 3D (Kinospielfilm; Regisseur, Drehbuch)[3]
- 2017: Darwins Law (Kinospielfilm; Regisseur, Drehbuch)